# Elderbrook

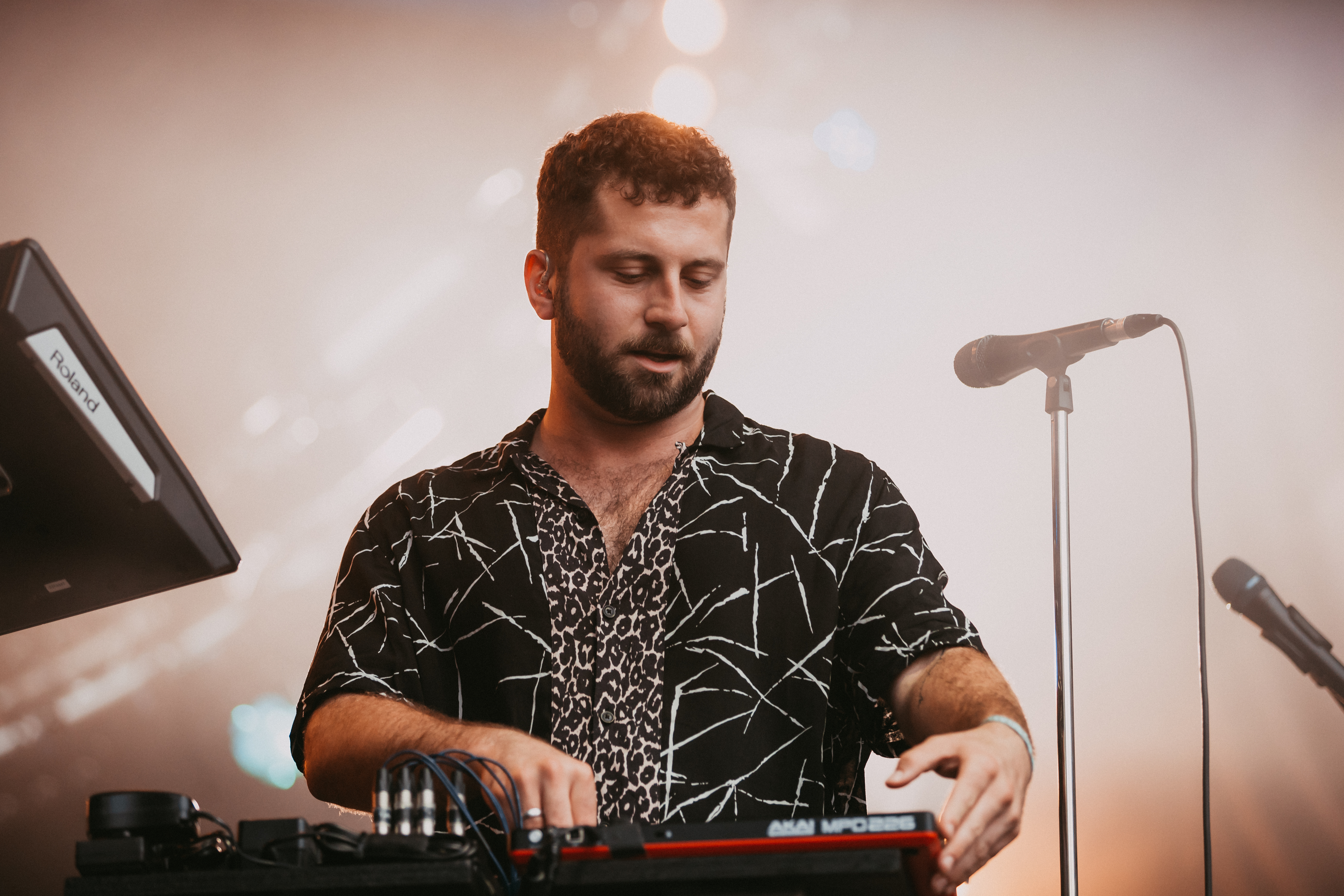
Elderbrook (2019)

Elderbrook (* 28. November 1992 in London; bürgerlich Alexander Kotz) ist ein britischer DJ und Musikproduzent im Bereich der elektronischen Tanzmusik. Er produziert überwiegend Musik der Genres Tech House und Deep House.

## Leben und Wirken
Elderbrook ist in London geboren und aufgewachsen. In seiner Jugend engagierte er sich in einer Indie-Rock-Band als Gitarrist und Singer-Songwriter. Später beschäftigte er sich mit Hip-Hop, bevor er sich der elektronischen Tanzmusik zuwendete.
Seit Dezember 2017 steht Elderbrook beim Major-Label Parlophone unter Vertrag. Besondere Bekanntheit erlangte er durch das Lied Cola, welches er gemeinsam mit dem britischen DJ-Duo CamelPhat produzierte. Es erreichte unter anderem Platz 76 der deutschen Album-Charts und Gold-Status. Das Lied wurde bei den Grammy Awards 2018 als beste Dance-Aufnahme nominiert.

## Diskografie

### Studioalben
- 2017: Talking
- 2020: Why Do We Shake in the Cold?
- 2024: Another Touch

### EPs
- 2015: Simmer Down
- 2015: Travel Slow
- 2017: Cola (mit CamelPhat)
- 2017: Talking
- 2018: Old Friend
- 2021: Innerlight
- 2023: Little Love

### Singles
| Jahr | Titel Album                                      | Höchstplatzierung, Gesamtwochen, AuszeichnungChartplatzierungen (Jahr, Titel, Album, Platzierungen, Wochen, Auszeichnungen, Anmerkungen) | Höchstplatzierung, Gesamtwochen, AuszeichnungChartplatzierungen (Jahr, Titel, Album, Platzierungen, Wochen, Auszeichnungen, Anmerkungen) | Höchstplatzierung, Gesamtwochen, AuszeichnungChartplatzierungen (Jahr, Titel, Album, Platzierungen, Wochen, Auszeichnungen, Anmerkungen) | Anmerkungen                                         |
| Jahr | Titel Album                                      | DE | AT | UK | Anmerkungen                                         |
| ---- | ------------------------------------------------ | --- | --- | --- | --------------------------------------------------- |
| 2017 | Cola –                                           | DE76 Gold · (9 Wo.)DE | AT— GoldAT | UK18 ×3Dreifachplatin · (30 Wo.)UK | Erstveröffentlichung: 16. Juni 2017 mit CamelPhat   |
| 2019 | Something About You Why Do We Shake in the Cold? | — | — | UK87 Silber · (1 Wo.)UK | Erstveröffentlichung: 9. August 2019 mit Rudimental |

Weitere Singles
- 2015: Be There Soon
- 2015: How Many Times (mit andhim)
- 2016: Closer
- 2016: Sorry
- 2017: First Time
- 2017: Difficult to Love
- 2017: Woman
- 2017: Good Times
- 2018: Sleepwalking
- 2018: Capricorn
- 2018: Old Friend
- 2019: How Do You
- 2020: Numb
- 2020: Fire (mit Martin Garrix & Ytram)
- 2021: Inner Light (mit Bob Moses)

### Remixe
- 2014: Amber Run – I Found
- 2015: Pablo Nouvelle – Take Me to a Place
- 2015: Chloe Black – 27 Club
- 2015: Alex Adair – Heaven
- 2016: Clean Bandit feat. Sean Paul & Anne-Marie – Rockabye
- 2016: X Ambassadors – Unsteady
- 2016: Klangkarussell – Hey Maria
- 2017: Big Wild – Empty Room

## Auszeichnungen für Musikverkäufe
| Goldene Schallplatte - Belgien - 2018: für die Single Cola - Niederlande - 2018: für die Single Cola - Polen - 2024: für die Single Inner Light - Portugal - 2020: für die Single Cola - Spanien - 2024: für die Single Cola | Platin-Schallplatte - Frankreich - 2025: für die Single Cola - Italien - 2021: für die Single Cola - Polen - 2023: für die Single Numb 2× Platin-Schallplatte - Neuseeland - 2024: für die Single Cola - Polen - 2024: für die Single Cola 4× Platin-Schallplatte - Australien - 2023: für die Single Cola |

Anmerkung: Auszeichnungen in Ländern aus den Charttabellen bzw. Chartboxen sind in ebendiesen zu finden.
| Land/RegionAuszeichnungen für Musikverkäufe (Land/Region, Auszeichnungen, Verkäufe, Quellen) | Silber  | Gold     | Platin       | Verkäufe  | Quellen             |
| -------------------------------------------------------------------------------------------- | ------- | -------- | ------------ | --------- | ------------------- |
| Australien (ARIA)                                                                            | —       | —        | 4× Platin4   | 280.000   | aria.com.au         |
| Belgien (BRMA)                                                                               | —       | Gold1    | —            | 15.000    | ultratop.be         |
| Deutschland (BVMI)                                                                           | —       | Gold1    | —            | 200.000   | musikindustrie.de   |
| Frankreich (SNEP)                                                                            | —       | —        | Platin1      | 200.000   | snepmusique.com     |
| Italien (FIMI)                                                                               | —       | —        | Platin1      | 70.000    | fimi.it             |
| Neuseeland (RMNZ)                                                                            | —       | —        | 2× Platin2   | 60.000    | radioscope.co.nz    |
| Niederlande (NVPI)                                                                           | —       | Gold1    | —            | 40.000    | nvpi.nl             |
| Österreich (IFPI)                                                                            | —       | Gold1    | —            | 15.000    | ifpi.at             |
| Polen (ZPAV)                                                                                 | —       | Gold1    | 3× Platin3   | 175.000   | olis.pl             |
| Portugal (AFP)                                                                               | —       | Gold1    | —            | 5.000     | Einzelnachweise     |
| Spanien (Promusicae)                                                                         | —       | Gold1    | —            | 30.000    | elportaldemusica.es |
| Vereinigtes Königreich (BPI)                                                                 | Silber1 | —        | 3× Platin3   | 2.000.000 | bpi.co.uk           |
| Insgesamt                                                                                    | Silber1 | 7× Gold7 | 14× Platin14 |           |                     |